# Jan Głazek
Jan Głazek (ur. 6 września 1856 w Leszczach, zm. 1 kwietnia 1938 w Częstochowie) − polski nauczyciel, urzędnik i samorządowiec, prezydent miasta Częstochowy w latach 1902−1915.

## Życiorys
Urodził się 6 września 1856 roku w Leszczach k. Buska, w rodzinie Kacpra, włościanina, i Katarzyny z Gierczaków. Ukończył kurs pedagogiczny w Solcu Iłżeckim i w roku 1874 został nauczycielem w szkole w Górach Wysokich. Po zakończeniu kariery nauczycielskiej został sekretarzem w sądzie okręgowym w Sandomierzu, a w 1898 roku podjął pracę w urzędzie gubernialnym w Radomiu.
13 czerwca 1902 roku, po śmierci częstochowskiego prezydenta Piotra Wnorowskiego, został mianowany jego następcą. W czasie swojej pracy starał się dbać o rozwój miasta, pomimo podporządkowania gubernatorowi. W 1908 roku zaangażował się w prace organizacyjne przy Wystawie Przemysłu i Rolnictwa, którą zorganizowano w 1909 roku, z jego inicjatywy miasto przyznało komitetowi organizacyjnemu wystawy 7000 rubli.
W okresie okupacji niemieckiej i przez pierwsze lata niepodległości (do 1919 roku) pracował w zarządzie miasta, później jako radca, a następnie był naczelnikiem Wydziału Personalnego w Ministerstwie Rolnictwa i Dóbr Państwowych.
Zmarł 1 kwietnia 1938 roku w Częstochowie i został pochowany na Cmentarzu Kule w Częstochowie.

## Życie prywatne
Żonaty z Ewą Tarło (1859–1937), miał ośmioro dzieci – córki: Wandę, Helenę (1884–1967), zamężną Golczewską, Janinę Jadwigę (ur. 1888), Mariannę (ur. 1894), Zofię (ur. 1898), synów: Aleksandra Leona (1891–1966), inż., Jerzego (ur. 1900) oraz Wacława, który został oficerem POW, później prezydentem Łodzi.

## Ordery i odznaczenia
- Krzyż Oficerski Orderu Odrodzenia Polski (10 listopada 1927)[1]